# Hákovnice

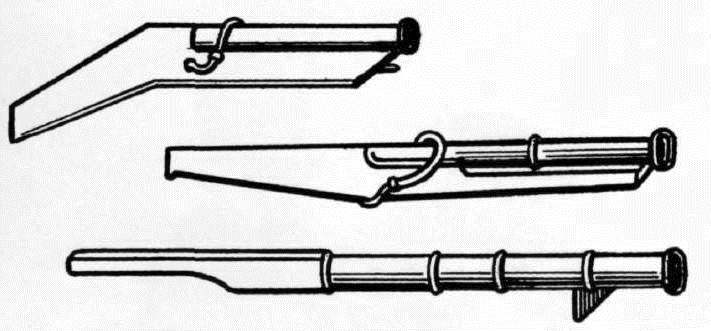

Hákovnice je těžká ruční palná zbraň vyvinutá v první třetině 15. století. Byla využívána v Čechách během husitských válek a rozšířila se i do dalších zemí střední Evropy. Její prachová komora měla menší světlost než hlaveň. Její ocelová či bronzová hlaveň o průměrné ráži 20 až 30 mm byla zasazena v dřevěné pažbě. Při ústí hlavně byla zbraň vybavena hákem, který ji umožňoval při střelbě zaklesnout za hradbu, taras či okraj bojového vozu. Tak byl u hákovnice tlumen její velký zpětný ráz.

### Souvisejíčí články
- Píšťala (zbraň)
- Husitské zbraně